# Око Бога
Око Бога — російська платформа, що спеціалізується на наданні рішень та послуг інформаційної безпеки та розробці програмного забезпечення аналізу великих даних .

## Історія
Платформа Око Бога створена у січні 2020 року російським програмістом Євгеном Антиповим. Першим рішенням платформи став бот на основі кросплатформенного месенджера Telegram — Око Бога Бот.
У лютому 2020 року було запущено офіційний канал платформи Око Бога у месенджері Telegram. На початок 2021 року канал платформи налічує понад 800 тисяч учасників.
У червні 2020 року був запущений офіційний сайт бота Око Бога .
Восени 2020 року команда платформи оголосила про створення нових рішень як для юридичних осіб, так і для фізичних осіб .
На початку березня 2021 року Роскомнагляд направив вимогу до месенджера Telegram про блокування бота Око Бога та інших подібних ботів за порушення законодавства про захист персональних даних . Після чого бот Око Бога виявився відрізаним від прийняття коштів користувачів через популярні системи приймання платежів .
З 18 березня сервіс було передано до рук юридичній особі, зареєстрованій у реєстрі операторів персональних даних «Роскомнагляду». Це ТОВ «ОНЛАЙН АДЕР», що значиться в ОГРН із січня 2020 року, а в реєстрі РКН — із лютого..
12 березня 2021 року на вимогу Роскомнагляду команда месенджера Telegram заблокувала бот Око Бога . У той же час команда Око Бога заявила, що жодних вимог з боку Роскомнагляду вона не отримувала . 13 березня 2021 року команда Око Бога звернулася за юридичною допомогою до адвокатів міжнародної правозахисної групи Агора . Агора в особі Федора Сіроша направила адвокатський запит до Роскомнагляду, щоб з'ясувати підстави для блокування . 15 березня 2021 року до команди Ока Бога було запрошено Сергія Каленика на посаду прес-секретаря.
У квітні 2021 року у квартирі адміністратора платформи пройшли обшуки .
15 серпня 2021 Таганський суд Москви заблокував сайт сервісу «Око Бога» .

## Мова програмування
Сервіс «Око Бога» частково було написано скриптовою мовою програмування PHP. Інші мови, якими був написаний сервіс, не розголошуються.

## Рішення платформи

### Telegram бот
Око Бога — бот на основі кросплатформенного месенджера Telegram, що спеціалізується на аналізі та систематизації великих даних з відкритих джерел: соціальних мереж, месенджерів, пошукових систем, сайтів, додатків та ін.15[джерело?] Рішення дає змогу користувачам без технічної підготовки знаходити передбачувані взаємозв'язки про шуканий об'єкт, виявляти збіги між об'єктами, структурувати отримані дані в один пошуковий результат за аналогією з пошуковими системами для подальшого аналізу . При цьому вважається, що для безпосереднього використання рішення користувачам не потрібні спеціальні навички, так як вся робота ведеться в інтуїтивному графічному інтерфейсі користувача месенджера Telegram, а пошукові результати структуруються в зручному для користувача вигляді. В рамках бота користувач може здійснювати пошук за різними напрямками та отримувати інформацію про фізичну особу, організацію, транспортний засіб, електронній пошті або телефонному номері. Широке використання бот придбав у тому числі і для перевірки контрагентів перед укладанням угод, а також для розкриття різних злочинів.15[джерело?]

## Додаткова література
- Зарецький Петро Петрович. ДЕАНОНІМІЗАЦІЯ КОРИСТУВАЧІВ МЕСЕНДЖЕРА TELEGRAM: ОГЛЯД МЕТОДІВ ТА ІНСТРУМЕНТІВ // Основні напрями вдосконалення системи національної безпеки : збірник тез доповідей конференції.
- Valentina Golunova. Seeing through the Eye of God // Verfassungsblog: On Matters Constitutional. — 2021. — 30 March. — ISSN 2366-7044. — DOI:10.17176/20210330-195202-0.